# Poggenburger Leide
Die Poggenburger Leide ist ein etwa 3,5 km langes Tief in der Gemeinde Wangerland im Landkreis Friesland im Norden von Niedersachsen.
Der 4 m breite Wasserlauf im Jeverland, durch den Binnenwasser letztlich in die Nordsee abfließt, geht aus der aus Hohenkirchen kommenden Kopperburger Leide hervor. Sie fließt dann in nordöstlicher Richtung weiter. Bei Hodens vereinigen sich die Poggenburger Leide und das Bübbenser Tief zum Hohenstief. Dieses fließt durch St. Joost und mündet danach in das Wangertief, das sich schließlich bei Horumersiel in die Nordsee ergießt.
In früheren Zeiten diente das Tief vor allem zur Entwässerung und als Verkehrsweg, heute auch den Freizeitsportarten Paddeln und Angeln.